# Musée du Panthéon national haïtien
Le musée du Panthéon national haïtien  est un musée situé à Port-au-Prince, capitale d'Haïti, qui présente les héros de l'Indépendance, ainsi que le patrimoine historique et culturel haïtien.

## Historique
Le musée du Panthéon national haïtien a été inauguré en 1983. Ce lieu culturel vise à perpétuer et à diffuser le souvenir des « Pères de la Patrie ».
Une de ses principales missions est de participer à la conservation du Patrimoine et à la diffusion de la culture nationale. Le MUPANAH est une institution qui a pour fonction la conservation, la protection et la valorisation du patrimoine historique et culturel. Il participe à la formation, l'animation et la promotion de ce patrimoine ainsi qu'à l'enrichissement de son fonds documentaires et de ses collections par l'acquisition d'œuvres artistiques.

## Collections
Le musée présente des vestiges , espagnols, coloniaux, et une section consacrée aux héros de l'indépendance avec notamment le pistolet en argent avec lequel Henri Christophe se suicida, un chapelet utilisé lors de ses prières quotidiennes par Toussaint Louverture,  et la cloche ayant servi à annoncer l'indépendance. Il renferme également des chaînes d'esclaves, des instruments de torture, des sculptures, et accueille des expositions temporaires de peintures. Autre curiosité, l'ancre de la caraque de Christophe Colomb, la Santa Maria mesurant 4 mètres de haut.

## Tremblement de terre de 2010
À la suite du tremblement de terre de 2010 à Haïti, le bâtiment du musée a subi des dégâts d'une ampleur modérée en raison de sa configuration semi-enterrée, moins sujet aux destructions que des immeubles en hauteur.

## Galerie

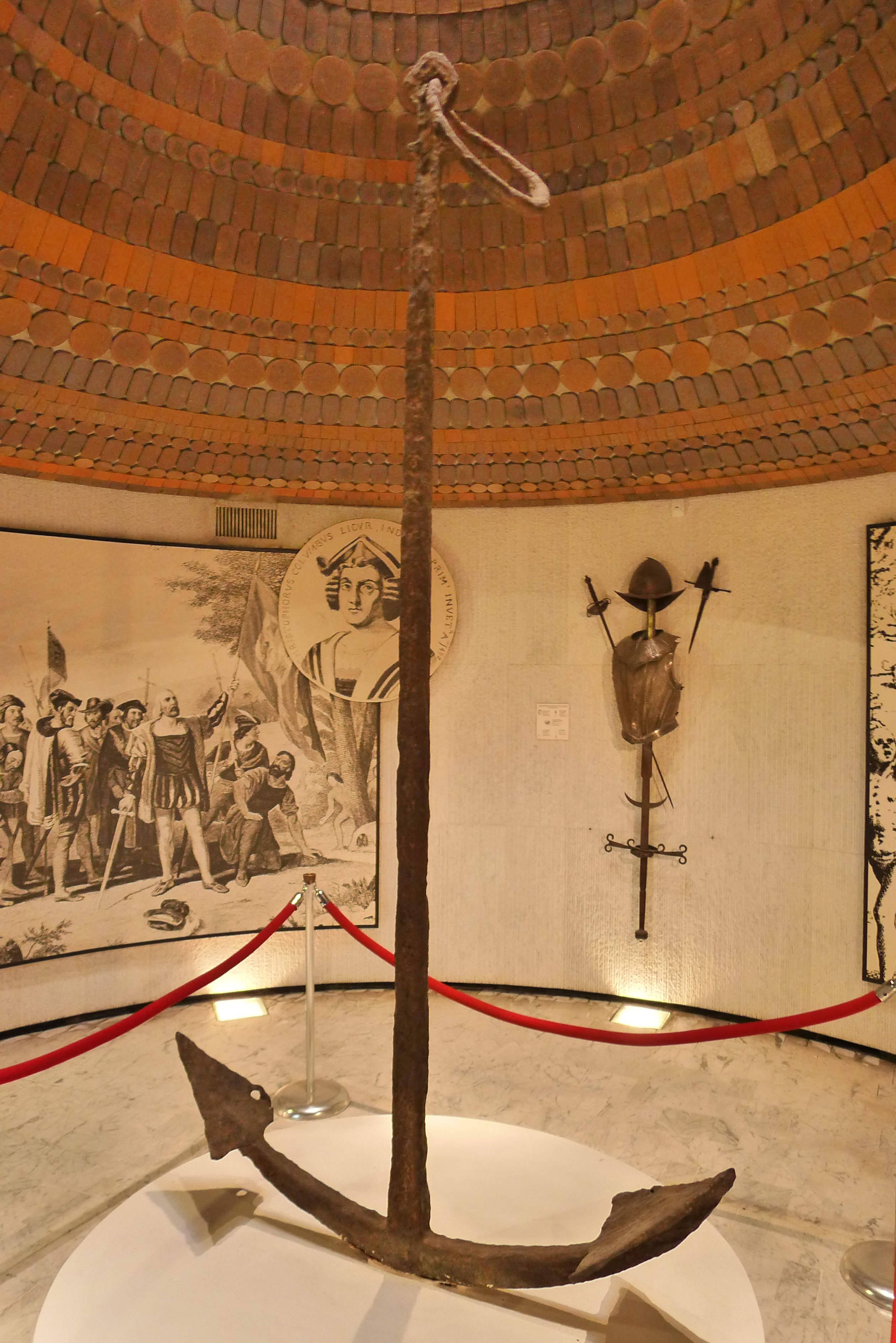
L'ancre de la Santa Maria.
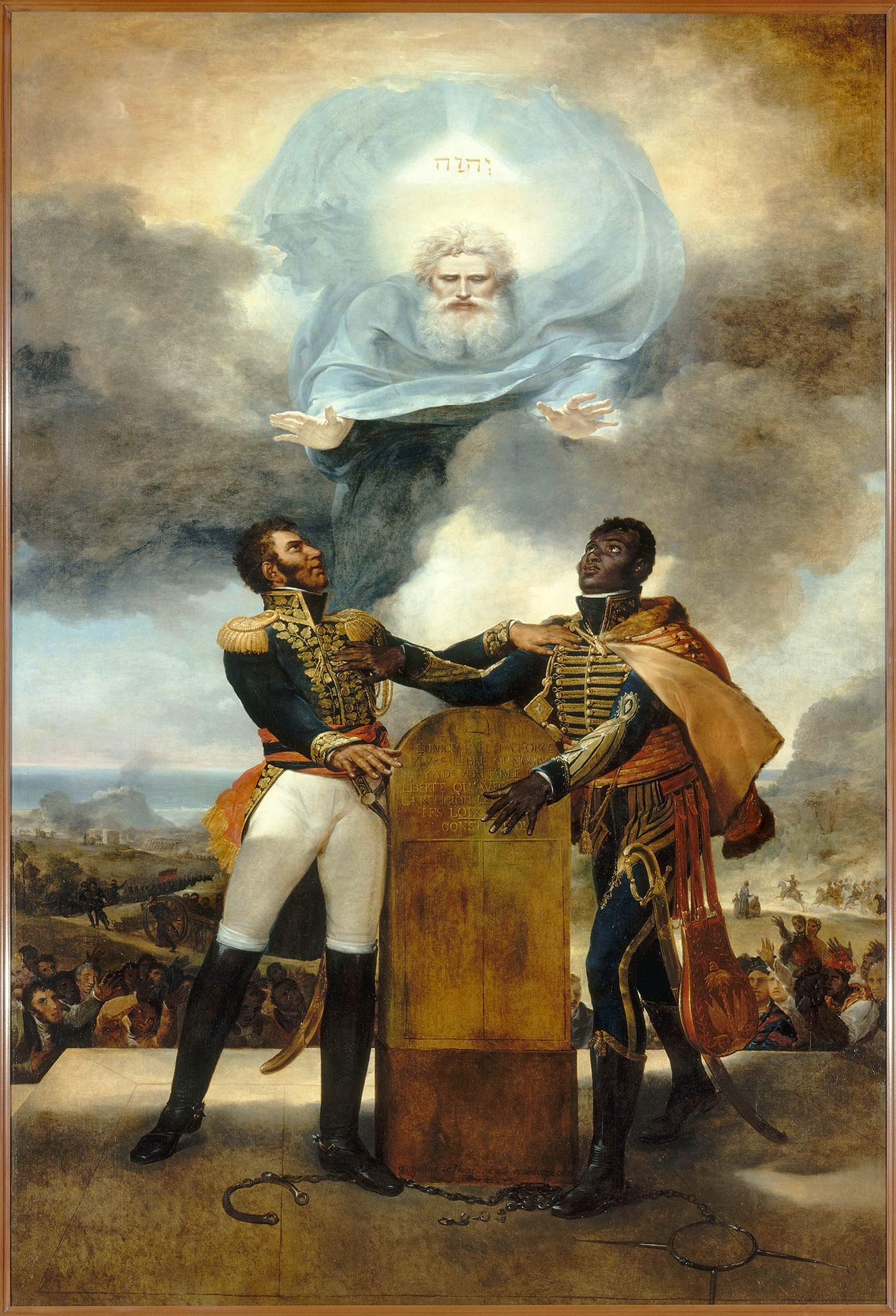
Le Serment des ancêtres.
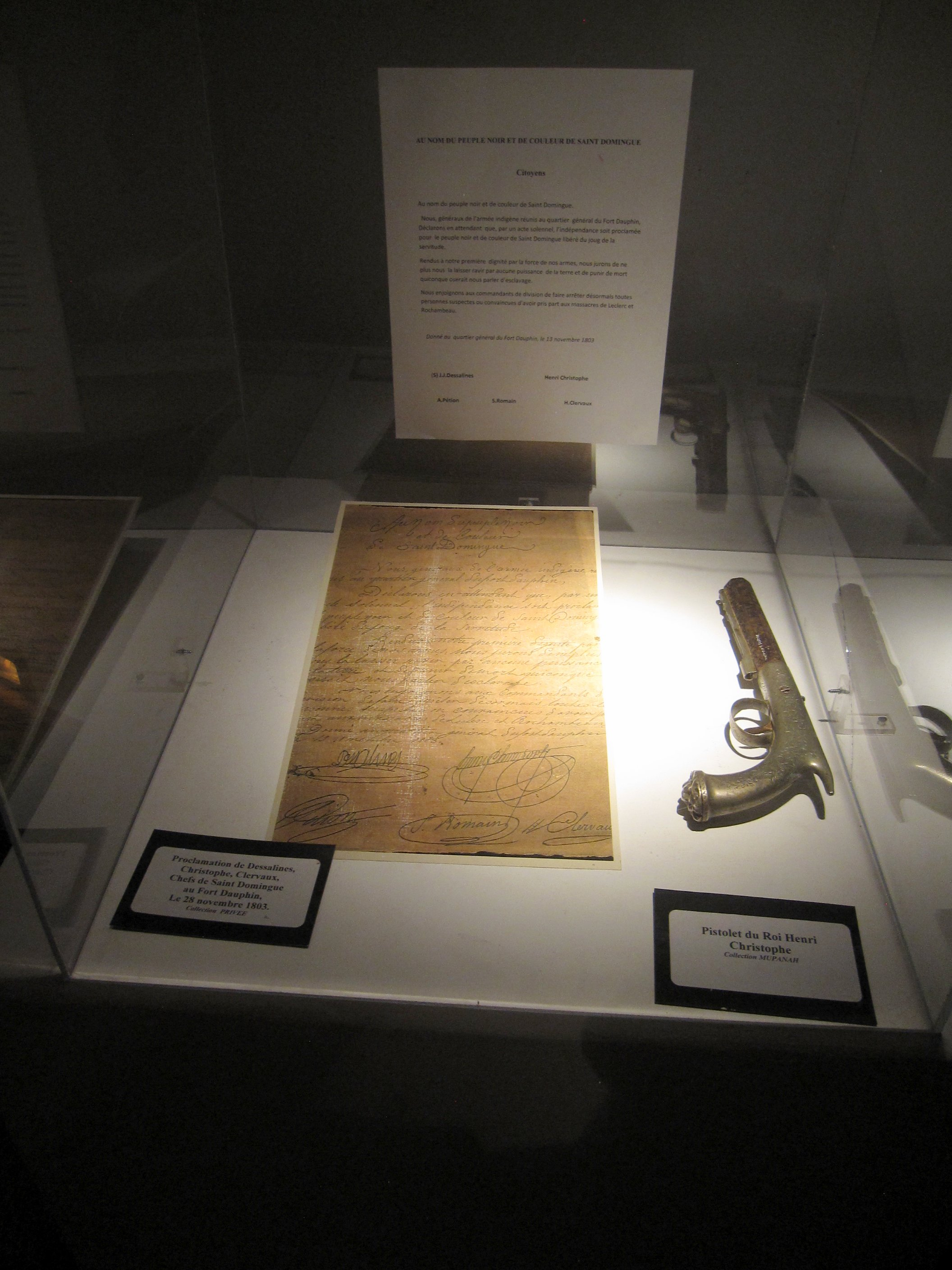
Le pistolet en argent avec lequel Henri Christophe s'est suicidé.
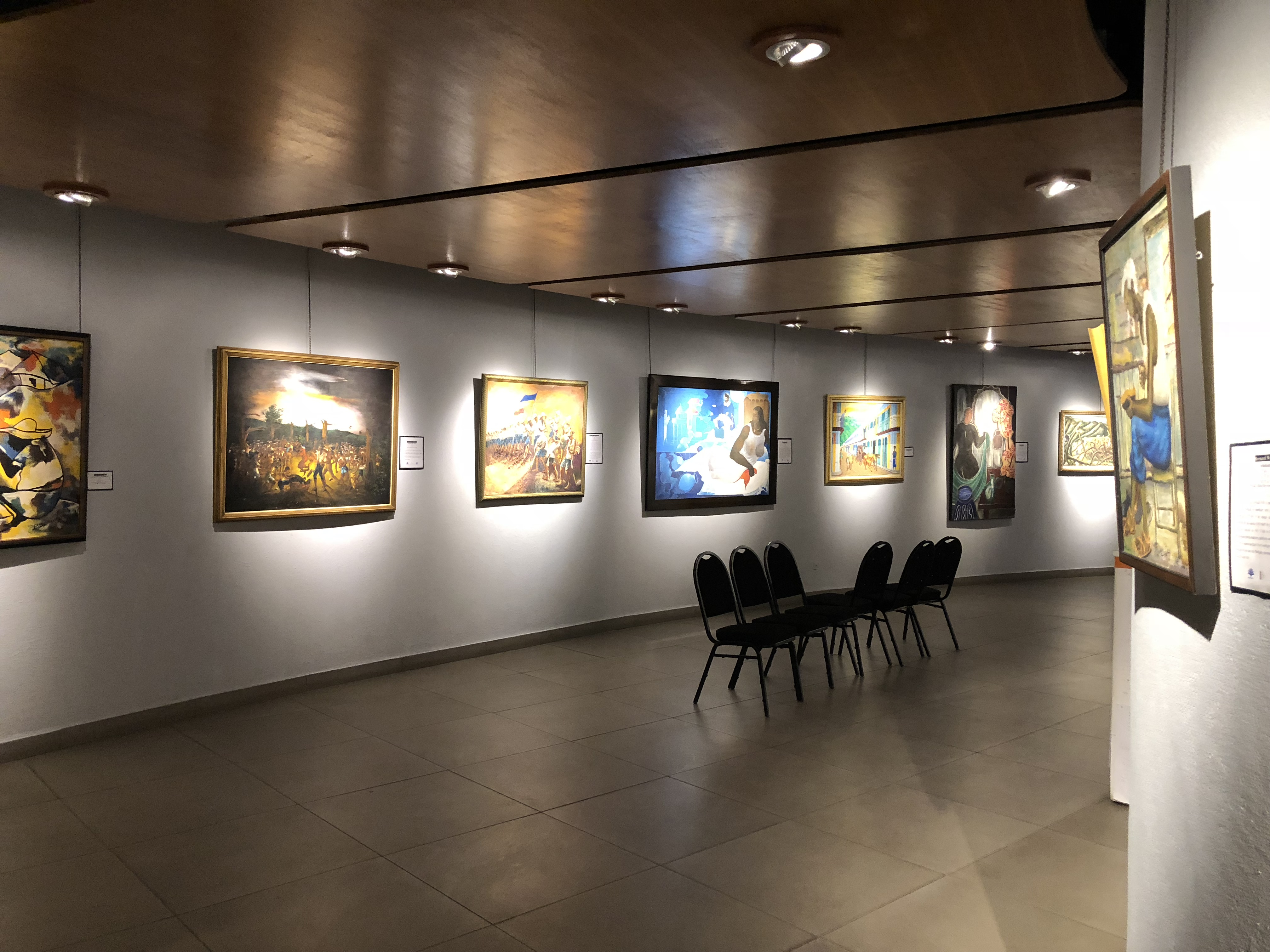
La galerie d'art.